# ポーター・ホッジ
ポーター・デーン・ホッジ（Porter Dene Hodge, 2001年2月21日 - ）は、アメリカ合衆国ユタ州ソルトレイクシティ出身のプロ野球選手（投手）。右投右打。MLBのシカゴ・カブス所属。

## 経歴
2019年のMLBドラフト13巡目（全体402位）でシカゴ・カブスから指名され、プロ入り。契約後、傘下のルーキー級アリゾナリーグ・カブスでプロデビュー。5試合（先発4試合）に登板して防御率10.13、4奪三振を記録した。
2020年は新型コロナウイルスの影響でマイナーリーグの試合が開催されなかったため、公式戦の登板は無かった。
2021年はルーキー級アリゾナ・コンプレックスリーグ・カブスとA級マートルビーチ・ペリカンズでプレーし、2チーム合計で14試合（先発10試合）に登板して2勝3敗、防御率5.86、64奪三振を記録した。
2022年はA級マートルビーチとA+級サウスベンド・カブスでプレーし、2チーム合計で25試合（先発24試合）に登板して7勝5敗、防御率2.63、141奪三振を記録した。
2023年はAA級テネシー・スモーキーズでプレーし、35試合（先発12試合）に登板して6勝7敗、防御率5.13、103奪三振を記録した。オフの11月14日にルール・ファイブ・ドラフトでの流出を防ぐために40人枠入りした。
2024年はAAA級アイオワ・カブスで開幕を迎えた。5月17日にメジャー初昇格すると、22日のアトランタ・ブレーブス戦でメジャーデビュー。9月4日のピッツバーグ・パイレーツ戦では7回を無安打無失点に抑えた今永昇太と1回を無安打無失点に抑えたネイト・ピアーソンの後を受け、ホッジも1回無安打無失点に抑えた。これにより、カブスは球団史上2度目となる継投によるノーヒットノーランを達成した。この年メジャーでは39試合に登板して3勝1敗9セーブ、防御率1.88、52奪三振を記録した。

## 選手としての特徴
投球の約6割を平均95.5mph（約153.6km/h）のフォーシームが占めており、それに次いでスイーパーを用いる。変化球では他にスプリッターもあるが、滅多に投げない。

## 詳細情報

### 年度別投手成績
| 年 度    | 球 団    | 登 板 | 先 発 | 完 投 | 完 封 | 無 四 球 | 勝 利 | 敗 戦 | セ 丨 ブ | ホ 丨 ル ド | 勝 率 | 打 者 | 投 球 回 | 被 安 打 | 被 本 塁 打 | 与 四 球 | 敬 遠 | 与 死 球 | 奪 三 振 | 暴 投 | ボ 丨 ク | 失 点 | 自 責 点 | 防 御 率 | W H I P |
| -------- | -------- | ----- | ----- | ----- | ----- | -------- | ----- | ----- | -------- | ----------- | ----- | ----- | -------- | -------- | ----------- | -------- | ----- | -------- | -------- | ----- | -------- | ----- | -------- | -------- | ------- |
| 2024     | CHC      | 39    | 0     | 0     | 0     | 0        | 3     | 1     | 9        | 9           | .750  | 164   | 43.0     | 19       | 2           | 19       | 0     | 1        | 52       | 1     | 0        | 10    | 9        | 1.88     | 0.88    |
| MLB：1年 | MLB：1年 | 39    | 0     | 0     | 0     | 0        | 3     | 1     | 9        | 9           | .750  | 164   | 43.0     | 19       | 2           | 19       | 0     | 1        | 52       | 1     | 0        | 10    | 9        | 1.88     | 0.88    |

- 2024年度シーズン終了時

### 年度別守備成績
| 年 度 | 球 団 | 投手（P） | 投手（P） | 投手（P） | 投手（P） | 投手（P） | 投手（P） |
| 年 度 | 球 団 | 試 合     | 刺 殺     | 補 殺     | 失 策     | 併 殺     | 守 備 率  |
| ----- | ----- | --------- | --------- | --------- | --------- | --------- | --------- |
| 2024  | CHC   | 39        | 5         | 3         | 0         | 0         | 1.000     |
| MLB   | MLB   | 39        | 5         | 3         | 0         | 0         | 1.000     |

- 2024年度シーズン終了時

### 背番号
- 37（2024年 - ）